# Pleškovec
Pleškovec is een plaats in de gemeente Sveti Juraj na Bregu in de Kroatische provincie Međimurje. De plaats telt 451 inwoners (2001).